# Трговачки ланац
Трговачки ланац или малопродајни ланац је малопродајни објекат у коме неколико локација дели бренд, централно управљање и стандардизоване пословне праксе. Дошли су да доминирају на малопродајним и гастрономским тржиштима и многим категоријама услуга, у многим деловима света. Франшизни малопродајни објекат је један облик ланца продавница. 2005. године, највећи светски малопродајни ланац, Волмарт, постао је највећа светска корпорација заснована на бруто продаји.

## Карактеристике
Трговачки ланац карактерише власнички или франшизни однос између локалног предузећа или продајног места и предузећа које контролише.